# Ilenia Antonini
Ilenia Yolanda Lucía Antonini Zuleta (Roma, 13 de diciembre de 1999) es una actriz, cantante y youtuber ítalo-colombiana, conocida por su papel como Tania en la serie original de Nickelodeon Noobees .  También conocida por interpretar el papel de   Wendy BlackMerMoon En Chica vampiro 
Perteneció al coro infantil/juvenil colombiano Clara Luna con el cual fueron nominados a los Premios Grammy en el año 2011.

## Biografía
Desde los 4 años ha empezado su recorrido en el mundo de la televisión empezando con comerciales y a los siete años hizo su primera aparición en cine con la película Esto huele mal. Es hija de la también actriz Morella Zuleta.
En el 2014 participó en La voz Kids (Colombia) en su primera temporada. En las audiciones a ciegas quedó en el equipo de Maluma.

## Filmografía

### Televisión
| Año       | Título                               | Personaje                                            | Rol                                      | Canal              |
| --------- | ------------------------------------ | ---------------------------------------------------- | ---------------------------------------- | ------------------ |
| 2025      | Delirio                              | Mariana                                              | Aparición especial; Miniserie            | Netflix            |
| 2025      | La hija del mariachi                 | Ivel Burgos                                          | Reparto Principal; Telenovela            | Canal RCN          |
| 2024      | Secuestro del vuelo 601              | Marisol                                              | Reparto Principal; Miniserie             | Netflix            |
| 2023      | Los Billis                           | Alicia                                               | Reparto Recurrente; Miniserie            | Amazon Prime Video |
| 2023      | Algo en tu mirada                    | Sara "Sarita" Montenegro                             | Reparto Recurrente; Serie Web            | Instagram          |
| 2023      | Ana de nadie                         | Florencia Valenzuela Ocampo                          | Reparto Principal; Telenovela            | Canal RCN          |
| 2022      | Noticia de un secuestro              | María Carolina Hoyos Turbay                          | Reparto Principal; Miniserie             | Amazon Prime Video |
| 2020      | La reina de Indias y el conquistador | Sol Franco                                           | Reparto; Serie Web                       | Netflix            |
| 2018      | Noobees                              | Tania Botero                                         | Coprotagonista; Telenovela               | Nickelodeon        |
| 2013-2014 | Chica vampiro                        | Wendy BlackMerMoon                                   | Reparto Secundario; Telenovela           | Canal RCN          |
| 2012      | Historias clasificadas               | María José                                           | Unitario; Ep: Matoneo en casa; Serie Web | Canal RCN          |
| 2011-2012 | Tres milagros                        | Milagros "Milu" Fontanarrosa Botero (etapa infantil) | Protagonista; Telenovela                 | Canal RCN          |
| 2009-2010 | Amor en custodia                     | Luciana Tardelli                                     | Reparto Secundario; telenovela           | Canal RCN          |

### Reality
| Año  | Título               | Rol          | Canal              |
| ---- | -------------------- | ------------ | ------------------ |
| 2024 | MasterChef Celebrity | Participante | Canal RCN          |
| 2014 | La voz Kids          | Participante | Caracol Televisión |

### Cine
| Año  | Título         |
| ---- | -------------- |
| 2007 | Esto huele mal |

### Teatro
| Año  | Título                                   |
| ---- | ---------------------------------------- |
| 2013 | Habitación 3.3.3                         |
| 2011 | Black bird                               |
| 2009 | Las neurosis sexuales de nuestros padres |